# Erik Alfsen
Erik Alfsen, född 13 maj 1930, död 20 november 2019, var en norsk matematiker.
Alfsen började studera matematik vid Universitetet i Oslo 1949. Efter två år som visiting assistant professor i Seattle utnämndes han lektor i matematik 1963 och utsågs 1975 till professor vid Universitet i Oslo. Alfsen har publicerat flera matematiska publikationer, flera tillsammans med andra matematiker.
Alfsen var medlem av Det Norske Videnskaps-Akademi, Det Kongelige Norske Videnskabers Selskab och Det Kongelige Danske Videnskabernes Selskab.